# Zaren-Pokal 1941
Der Zaren-Pokal 1941 war die vierte Austragung des Pokalwettbewerbs im Fußball in Bulgarien. Pokalsieger wurde AS 23 Sofia. Das Team setzte sich im Finale gegen Napredak Russe durch. 

## Modus
In allen Runden wurde der Sieger in einem Spiel ermittelt. Stand es nach der regulären Spielzeit von 90 Minuten unentschieden, kam es zur Verlängerung von zweimal 15 Minuten. Falls danach immer noch kein Sieger feststand, wurde das Spiel wiederholt.

## Teilnehmer
| - AS 23 Sofia - Benkowski Widin - FK Belite Orli Plewen - FK Botew Chaskowo | - Chadschi Slawtschew Pawlikeni - Makedonija Skopje - Lewski Dupniza - Napredak Russe | - FK Orlowez Gabrowo - FK Pobeda Warna - Partschewitsch Plowdiw - Zar Krum Bjala Slatina |

## Achtelfinale
|                               | Ergebnis |                        |
| ----------------------------- | -------- | ---------------------- |
| Napredak Russe                | 1 3:0 1  | Zar Krum Bjala Slatina |
| Chadschi Slawtschew Pawlikeni | 3:1      | FK Orlowez Gabrowo     |
| Benkowski Widin               | 5:3      | FK Belite Orli Plewen  |
| Partschewitsch Plowdiw        | 3:0      | FK Botew Chaskowo      |
| Lewski Dupniza                | 1:3      | Makedonija Skopje      |
| AS 23 Sofia                   | Freilos  |                        |
| FK Pobeda Warna               | Freilos  |                        |

## Viertelfinale
|                               | Ergebnis |                        |
| ----------------------------- | -------- | ---------------------- |
| Makedonija Skopje             | 12:20    | Partschewitsch Plowdiw |
| Benkowski Widin               | 0:3      | AS 23 Sofia            |
| Chadschi Slawtschew Pawlikeni | 1:0      | FK Pobeda Warna        |
| Napredak Russe                | Freilos  |                        |

## Halbfinale
|                | Ergebnis |                               |
| -------------- | -------- | ----------------------------- |
| Napredak Russe | 1:0      | Makedonija Skopje             |
| AS 23 Sofia    | 6:0      | Chadschi Slawtschew Pawlikeni |

## Finale
| Paarung        | AS 23 Sofia – Napredak Russe |
| Ergebnis       | 4:2 (2:0) |
| Datum          | 3. Oktober 1941 |
| Stadion        | Städtisches Stadion, Dobritsch |
| Zuschauer      | 10.000 |
| Schiedsrichter | Kizo Pomenow |
| Tore           | 1:0 Ljubomir Angelow (12.) 2:0 Blagoj Kusmanow (30.) 3:0 Ljubomir Angelow (57.) 4:0 Wladimir Todorow (62.) 4:1 Zanko Marinow (65.) 4:2 Kiril Manew (75.)                                               |
| AS 23 Sofia    | Todor Dermonski – Spas Paschkurow, Ljubomir Petrow, Georgi Balaktschiew – Kiril Tschipew, Michail Buschew – Ljubomir Angelow , Georgi Pachedschiew, Wladimir Todorow, Blagoj Kusmanow, Atanas Despotow |
| Napredak Russe | Marko Nikolow – Nikola Kalatschew, Radoslaw Dokuw, Borislaw Pejtschew – Angel Assenow, Nikola Zotschew – Ljubomir Wassilew, Gantscho Wassilew, Kiril Manew , Zanko Marinow, Georgi Tscholakow          |